# A magyar labdarúgó-válogatott 2017. március 25-i mérkőzése
A magyar labdarúgó-válogatott 2018-as világbajnoki selejtezőjének ötödik mérkőzése 2017. március 25-én, Lisszabonban, az ellenfél Portugália válogatottja. Ez volt a magyar labdarúgó-válogatott 915. hivatalos mérkőzése és a két válogatott egymás elleni 12. összecsapása.

## Előzmények
A portugál válogatott igazi mumusa a magyaroknak, az eddig tizenegy összecsapáson még soha nem sikerült legyőzni őket. Legutóbb a 2016-os Európa-bajnokság csoportkörében találkoztak, akkor 3–3-as döntetlen eredmény született. Az első, az 1926-os 3–3-as mérkőzés utólag került a hivatalos meccsek közé, ez az egyetlen, amelyet karácsony napjain játszottunk. A portugálok mindig is hivatalos országok közötti mérkőzésnek tartották a találkozót, így 74 évvel később, 2000-ben a magyar szövetség is annak ismerte el. A magyar csapat összeállítása a következő volt a mérkőzésen: Weinhardt — Nagy, Mándi — Pesovnik, Kléber, Nádler — Braun, Molnár, Holzbauer, Orth, Jeny. A kapus, a jobbhátvéd, a jobbfedezet és a középcsatár képviselte a szombathelyi Sabaria csapatát, a többiek a fővárosi Hungáriát. Holzbauer és Braun góljával az első félidőben kétgólos vezetést szerzett a magyar csapat, amely fölényben is játszott. A portugálok a fordulás után tizenegyesből szépítettek, majd pár perccel később a Weinhardt hibájából ki is egyenlítettek. Később a vezetést is megszerezték, szerencsére a hajrában Holzbauer második gólja legalább 3–3-ra kozmetikázta az eredményt.
1933. január 29-én ugyancsak a profi válogatott játszott, utólag hivatalossá emelt mérkőzésen. Nádas Ödönnek számolja a statisztika a mérkőzést a szövetségi kapitányok közül a meccset, de valójában dr. Máriássy Lajos, a profik kapitánya irányított. A Szabó — Szemere, Bíró — Barátky, Sárosi, Magyar — Markos, Cseh, Turay, Teleki, Titkos (Déri) gárda játszott, tulajdonképpen nem is rosszul. Az első negyedórában szinte csak a spanyol játékvezetőn múlt, hogy nem szereztünk kétgólos vezetést. A második félidőben egyetlen hiba, illetve Artur Pinga fejes gólja elég volt a vereséghez.
1938. január január kilencedikén a Ferencváros ászai nélkül, az utazástól elgyötörten, súlyos vereséget szenvedett a magyar válogatott a portugáloktól. Tartalékos összeállításban utazott a túrára a magyar csapat. A Szabó — Miklósi, Bíró — Gyarmati, Turay, Dudás — Sas, Vincze, Kállai, Zsengellér, Titkos tizenegy, amelybe aztán beállt Szűcs és Szendrődi, sima, 4–0-s vereséget szenvedett. Szabó „Tóni” világviszonylatban is a kor egyik legjobb kapusa volt, de a szakadó esőben, a csúszós pályán nagyon nem ment neki. Az első negyedóra végén kapott két hárítható gólt Espirito Santótól és Cruztól, aztán a másodikban még kettőt, Soeirótól és a duplázó Cruztól. A magyar válogatottból talán csak Bíró Sándor és a második félidőre Turayt és Kállait váltó Szűcs, Szendrődi kettős játszott elfogadhatóan. „Megsemmisítő vereséget szenvedtünk, nem bírtunk a lendületes latin futballal” – írta a Nemzeti Sport.
Egészen 1956 júniusáig nem találkozott a két csapat, akkor az Aranycsapat belga-francia-portugál portyára indult. Lisszabonban előbb a portugál válogatottal, majd a főváros válogatottjával mérkőzött. A FIFA-kongresszus idején tartott hivatalos A-válogatott-mérkőzésen az Ilku — Buzánszky, Teleki, Lantos — Bozsik, Palotás — Budai II, Kocsis, Machos (Berendy), Puskás, Fenyvesi összeállításban játszott a magyar legénység. A később a Guttmann Béla Benficájában két BEK-et nyerő José Águas szerezte meg a vezető gólt az első félidő utolsó percében, de Kocsis Sándor és Lantos Mihály góljával a válogatott fordított a második elején. Nem tudott ellenben nyerni, mert Manuel Vasques a 65. percben kiegyenlített (2–2). Ez a találkozó volt Sebes Gusztáv szövetségi kapitányi pályafutásának utolsó mérkőzése, a 69. találkozó. Guszti bácsi mérlegét rontotta ugyan 1956 tavaszának botladozása, de így is a magyar futballtörténelem legsikeresebb szövetségi kapitánya mind a megnyert titulusokat, mind – a legalább tíz meccsen dirigálókat figyelembe véve – a százalékos teljesítményt tekintve. Öt nappal később Budapest válogatottja Puskás két és Kocsis egy góljával megverte a portugál főváros kombináltját, a mérkőzés után a tekintélyes A Bola megállapította: „Puskásnak remek bal lába van”.
Az első tétmérkőzés az 1966-os világbajnokság csoporttalálkozója volt. José Augusto a 3. percben megszerezte a vezetést, ezt Bene Ferenc a 60. percben még kiegyenlítette. De a portugál szélső a 67. percben is szerzett egy gólt, amit aztán az utolsó pillanatokban a hórihorgas center, José Torres is megtoldott eggyel, így alakult ki a végeredmény. Balszerencsés mérkőzés volt, a bemelegítésnél megsérült Szentmihályi Antal – akinek korábban számos szép győzelmet köszönhetett a csapat – ezúttal kétszer is hibázott. Ezeken ment el a meccs, mert különben a magyar csapat semmivel sem maradt el tudásban ellenfelénél. Baróti Lajos egyébként a még leginkább az akkori Inter védekezési formációjára hasonlító, 1-4-2-3-as felállást választotta, Mátrai Sándor előtt a Káposzta Benő, Mészöly Kálmán, Sipos Ferenc, Sóvári Kálmán négyes játszott. A fedezetkettőst Nagy István és Rákosi Gyula alkotta, elöl pedig három világklasszis, Bene Ferenc, Albert Flórián és Farkas János támadott. Az újpesti csatár nemcsak ezen a mérkőzésen, hanem a torna minden magyar meccsén szerzett gólt. Hasonló bravúrra rajta kívül csak Sárosi György doktor volt képes, 1938-ban.
1983-ban Coimbrában gól nélküli döntetlenre végzett Mészöly Kálmán csapata a portugálokkal. csalódást keltett itthon az eredmény, noha a 15 hónappal később Eb-elődöntőt játszó házigazdáknál olyan kiválóságok játszottak, mint Humberto Coelho, Carlos Manuel, Pacheco, az ifjú Chalana, valamint a két csatár, Nené és Fernando Gomes. A Katzirz — Martos, Kocsis I., Garaba, Tóth J. — Hannich, Nyilasi, Póczik, Varga J. (Hajszán) — Kiss L. (Törőcsik), Pölöskei összeállítású együttesben elsősorban a védelem remekelt. A pécsi kapus, a néhány nappal később a 30. születésnapját ünneplő Katzirz Béla például egyenesen lenyűgözte a portugálokat: az idény végén, nyáron a lisszaboni Sporting szerződtette.
1998. szeptember 6-án, a 2000-es Európa-bajnokság selejtezőinek kezdetén a portugál válogatott 3–1-re nyert Bicskei Bertalan abban az esztendőben még veretlen válogatottja ellen. A portugálok azonban más nagyságrendet képviseltek, Figóval, Rui Costával, Sá Pintóval. (Paulo Sousa nem játszott.) Ötvenezer néző előtt sokáig pislákolt a remény, főleg, hogy Horváth Ferenc góljával a 32. perctől vezetett a Király — Fehér Cs. (Korsós Gy.), Lakos, Hrutka, Mátyus — Lisztes (Dárdai), Halmai, Illés — Dombi (Kovács Z.), Horváth F., Hamar összeállítású magyar csapat. A második félidőben aztán Sá Pinto két, Rui Costa egy gólt szerzett, s ezzel elszállt a bravúros kezdés reménye. Ez volt az első alkalom, hogy a portugál A-válogatott Budapesten játszott.
1999. október kilencedikén Lisszabonban 3–0-s vereséget szenvedett a válogatott az újabb Európa-bajnoki selejtezőn. Bicskei Bertalan a Király — Korsós Gy., Lakos, Dragóner, Mátyus — Lendvai, Halmai, Pisont (Dárdai) — Sowunmi (Kovács Z.), Egressy — Horváth F. (Herczeg) együttest játszatta. A remények bő negyedóra alatt szertefoszlottak, előbb Rui Costa, majd João Pinto szerzett gólt. A Vítor Baía — Secretário (Abel Xavier), Jorge Costa, Paulo Madeira, Dimas — Paulo Sousa – Figo, Rui Costa (Paulo Bento), Sergio Conceição — Pauleta, João Pinto (Sá Pinto) összeállítású portugál alakulat túl erős volt, Abel Xavier révén a második félidőben, Pauleta kiállítása után is tudta növelni az előnyét.
2009 szeptemberében még kifejezetten jól állt a magyar válogatott, még volt esélye a vb-pótselejtező elérésére is. Aztán a svédek elleni hazai vereség gyengítette a pozíciót, a portugálok elleni pedig végleg elűzte a szép álmokat. „Európa braziljai” ellen egy brazilból lett portugál, Pepe gólja döntött a vendégek javára. (Ráadásul a gólpasszt is egy brazil születésű, Deco adta.) A Babos — Bodnár, Juhász, Gyepes, Halmosi — Vadócz, Tóth B., Dárdai — Dzsudzsák, Huszti — Torghelle tizenegy kezdett, majd a 65. percben Erwin Koeman Huszti és Dárdai helyére Hajnalt és Priskint küldte a pályára. A hajrában Tóth Balázs helyére Buzsáky Ákos állt. Az 1–0-s vereséggel szinte minden remény elszállt a továbbjutásra.
Bő egy hónappal később a magyar és a portugál együttes a svédek veresége miatt, lehetőséget kapott a második hely megszerzésére a vb-selejtező-sorozatban. A magyar válogatott a Babos — Bodnár, Gyepes, Juhász, Vanczák — Vadócz (Priskin), Tóth — Huszti (Buzsáky), Gera, Dzsudzsák (Varga J.) — Torghelle összeállításban játszott. A portugáloknál, Cristiano Ronaldóval az élen, minden sztár pályára lépett, az eltiltott Pepe kivételével. A 18. percben megszerezte a vezetést a hazai válogatott: Simão vágta a hálóba a labdát. A 26. percben Cristiano Ronaldo cserét kért, korábbi manchesteri klubtársa, Nani állt a helyére. Erwin Koeman kapitány fontosabbnak tartotta, hogy egy súlyos vereség elkerülésére játsszon, mintsem gólra. A 74. percben Pedro Mendes labdáját Liedson közelről a kapura fejelte. Babos hihetetlen reflexszel belekapott a labdába, de csak a gólvonalon túlról tudta kihúzni. Hat perccel később Gyepes hibája után Duda beemelte a labdát a tizenhatoson belülre, a Vanczák mögött helyezkedő Simão pedig óriási gólt lőtt a rövid sarokba.
A 2016-os Európa-bajnokságon, június 22-én, Lyonban a Király — Lang, Juhász, Guzmics, Korhut — Gera, Elek — Dzsudzsák, Pintér, Lovrencsics — Szalai összeállítású tizenegy hallgatta a Himnuszt és a magyar tábor velőtrázó biztatását. A tizenkilencedik percben, Gera Zoltán miután két portugál, Cristiano Ronaldo, majd Nani is kijjebb fejelte az ötösükre beívelt labdát, a tizenhatoson kívülről, pazar lövéssel vette be Rui Patricio kapujának bal alsó sarkát. Harminchét évesen és 62 naposan szerezte meg az első gólját egy nagy tornán, nála – fogalmazzunk úgy: – érettebben csak az osztrák Ivica Vastic lőtt Eb-gólt, még 2008-ban. A magyar válogatott színeiben ez volt a huszonötödik gólja, mindössze egy, az utóbbi negyven évben debütált játékos előzi meg az örökrangsorban, Kiprich József. A portugálok hirtelen nagy bajba kerültek, mert a vereség a kiesésüket jelentette volna. Rákapcsoltak, a korábbinál gyorsabban futballoztak. A 42. percben Nani nagyon szép lövéssel váltotta gólra Cristiano Ronaldo átadását. Bernd Storck a második félidőre, minden bizonnyal egy újabb sárgától is óvva, lecserélte a magyar gólszerzőt, Bese Barnabás is debütálhatott az Eb-n. Alig két perc telt el a játékrészből, amikor Dzsudzsák Balázs lövése, egy védőn irányt változtatva, utat talált a portugál kapuba. Megint vezettünk! Cristiano Ronaldo nem sokkal később João Mário beadása után bravúros mozdulattal, sarokkal egyenlített, de még erre is volt Dzsudzsák Balázsnak újabb válasza. A legdrágább magyar játékos gólpárbajt vívott a legdrágább portugállal… Egyik hetes a másik hetessel… Cristiano Ronaldo szinte toporzékolt, üvöltött, azt látva. hogy Balázs újabb kísérlete is megpattan valakin, aztán a hálóban köt ki. Szalai Ádám már a második, a kapuhoz közeli szabadrúgást harcolta ki néhány percen belül, a végeredmény pedig ugyanaz lett. Igaz, itt Balázs előbb belelőtte a sorfalba a labdát, ám visszaszerezte, s másodszorra a hálóba küldte. Megint úgy, hogy az kis gellert kapott, ezúttal Nani lábán. Magyar futballista, nagy tornán, 1982 óta nem szerzett 90 perc alatt két gólt. Európai ellenféllel szemben 1964-ben, a bronzmeccsen, Novák Dezső duplázott. De még nem volt vége, a portugálok az életben maradásért játszottak. Cristiano Ronaldo a 62. percben a kapuba fejelte Quaresma labdáját, ezzel mindkét csapat továbbjutásra állt. Azt követően is, hogy Elek Ákos lövése után a kapufáról jött ki a labda. (Közben pályára lépett Németh Krisztián és Stieber Zoltán, két szélső is.) Szinte az utolsó pillanatig úgy festett, hogy a csoportgyőztes magyar válogatott mögött a portugáloké lesz a második hely, az izlandiaké pedig a harmadik. Ám utóbbiak a 94. percben szerzett góljukkal megverték az osztrákokat, s megelőzték a portugálokat.

## Helyszín
A találkozót Lisszabonban rendezték meg, az Estádio da Luz stadionban, amely a Benfica csapatának az otthona. Nevének jelentése: A fény stadionja, de a szurkolók gyakran nevezik „A Catedral”-nak, vagyis katedrálisnak is. A négycsillagos UEFA-stadiont, Európa huszonegyedik legnagyobb stadionját 2003. október 25-én nyitották meg. Maximális befogadóképessége 65 647 néző.

## Keretek
megjegyzés: A táblázatokban szereplő adatok a mérkőzés előtti állapotnak megfelelőek.
| Magyarország                      | Magyarország       | Magyarország                     | Magyarország | Magyarország | Magyarország      | Magyarország                           |
| Poszt                             | Név                | Születési idő és életkor         | Vál.         | Gól          | Klub              | Utolsó válogatottság                   |
| --------------------------------- | ------------------ | -------------------------------- | ------------ | ------------ | ----------------- | -------------------------------------- |
| K                                 | Dibusz Dénes       | 1990. november 16. (26 évesen)   | 4            | 0            | Ferencvárosi TC   | 2016. 03. 26-án Horvátország ellen     |
| K                                 | Gulácsi Péter      | 1990. május 6. (26 évesen)       | 7            | 0            | RB Leipzig        | 2016. 11. 23-án Andorra ellen          |
| K                                 | Megyeri Balázs     | 1990. március 31. (26 évesen)    | 1            | 0            | Greuther Fürth    | 2016. 11. 15-én Svédország ellen       |
| V                                 | Bese Barnabás      | 1994. május 6. (22 évesen)       | 4            | 0            | Le Havre AC       | 2016. 11. 23-án Andorra ellen          |
| V                                 | Hangya Szilveszter | 1994. január 2. (23 évesen)      | 1            | 0            | Vasas SC          | 2016. 11. 15-én Svédország ellen       |
| V                                 | Kádár Tamás        | 1990. március 14. (27 évesen)    | 37           | 0            | Dinamo Kijev      | 2016. 06. 26-án Belgium ellen          |
| V                                 | Korhut Mihály      | 1988. december 1. (28 évesen)    | 8            | 0            | Hapóél Beér-Seva  | 2016. 11. 23-án Andorra ellen          |
| V                                 | Lang Ádám          | 1993. január 17. (24 évesen)     | 18           | 1            | Dijon             | 2016. 11. 23-án Andorra ellen          |
| V                                 | Pintér Ádám        | 1988. június 12. (28 évesen)     | 25           | 0            | Greuther Fürth    | 2016. 11. 15-én Svédország ellen       |
| V                                 | Paulo Vinícius     | 1990. február 21. (27 évesen)    | 0            | 0            | Videoton FC       | —                                      |
| KP                                | Gera Zoltán        | 1979. április 22. (37 évesen)    | 96           | 26           | Ferencvárosi TC   | 2016. 11. 23-án Andorra ellen          |
| KP                                | Holman Dávid       | 1993. március 17. (24 évesen)    | 0            | 0            | Debreceni VSC     | —                                      |
| KP                                | Kalmár Zsolt       | 1995. június 9. (21 évesen)      | 7            | 0            | Bröndby           | 2015. 10. 11-én Görögország ellen      |
| KP                                | Lovrencsics Gergő  | 1988. szeptember 1. (28 évesen)  | 15           | 1            | Ferencvárosi TC   | 2016. 11. 15-én Svédország ellen       |
| KP                                | Nagy Ádám          | 1995. június 17. (21 évesen)     | 15           | 0            | Bologna FC        | 2016. 11. 23-án Andorra ellen          |
| CS                                | Adorján Krisztián  | 1993. január 19. (24 évesen)     | 0            | 0            | Novara            | —                                      |
| CS                                | Dzsudzsák Balázs   | 1986. december 23. (30 évesen)   | 86           | 20           | el-Vahda          | 2016. 11. 23-án Andorra ellen          |
| CS                                | Gyurcsó Ádám       | 1991. március 6. (26 évesen)     | 15           | 3            | Szczecin          | 2016. 11. 23-án Andorra ellen          |
| CS                                | Eppel Márton       | 1991. október 26. (25 évesen)    | 0            | 0            | Budapest Honvéd   | —                                      |
| CS                                | Priskin Tamás      | 1986. szeptember 27. (30 évesen) | 58           | 17           | Slovan Bratislava | 2016. 06. 18-án Izland ellen           |
| CS                                | Sallai Roland      | 1997. május 22. (19 évesen)      | 1            | 0            | Palermo           | 2016. 05. 20-án Elefántcsontpart ellen |
| CS                                | Szalai Ádám        | 1987. december 9. (29 évesen)    | 40           | 12           | Hoffenheim        | 2016. 11. 23-án Andorra ellen          |
| Szövetségi kapitány: Bernd Storck |                    |                                  |              |              |                   |                                        |

| Portugália                           | Portugália        | Portugália                       | Portugália | Portugália | Portugália         | Portugália                        |
| Poszt                                | Név               | Születési idő és életkor         | Vál.       | Gól        | Klub               | Utolsó válogatottság              |
| ------------------------------------ | ----------------- | -------------------------------- | ---------- | ---------- | ------------------ | --------------------------------- |
| K                                    | Rui Patrício      | 1988. február 15. (29 évesen)    | 55         | 0          | Sporting CP        | 2016. 11. 13-án Lettország ellen  |
| K                                    | Bruno Varela      | 1994. november 4. (22 évesen)    | 0          | 0          | Vitória Setúbal    | —                                 |
| K                                    | José Marafona     | 1987. május 8. (29 évesen)       | 0          | 0          | SC Braga           | —                                 |
| V                                    | Bruno Alves       | 1981. november 27. (35 évesen)   | 84         | 11         | Cagliari           | 2016. 11. 13-án Lettország ellen  |
| V                                    | Pepe              | 1983. február 26. (34 évesen)    | 81         | 4          | Real Madrid CF     | 2016. 10. 10-én Feröer ellen      |
| V                                    | Raphaël Guerreiro | 1993. december 22. (23 évesen)   | 15         | 2          | Borussia Dortmund  | 2016. 11. 13-án Lettország ellen  |
| V                                    | José Fonte        | 1983. december 22. (33 évesen)   | 19         | 0          | West Ham United FC | 2016. 11. 13-án Lettország ellen  |
| V                                    | Eliseu            | 1983. január 10. (34 évesen)     | 19         | 1          | SL Benfica         | 2016. 09. 01-jén Gibraltár ellen  |
| V                                    | Cédric Soares     | 1991. augusztus 31. (25 évesen)  | 15         | 0          | Southampton FC     | 2016. 09. 06-án Svájc ellen       |
| KP                                   | Nélson Semedo     | 1993. november 16. (23 évesen)   | 1          | 0          | SL Benfica         | 2015. 10. 15-én Szerbia ellen     |
| KP                                   | João Moutinho     | 1986. szeptember 8. (30 évesen)  | 94         | 5          | AS Monaco FC       | 2016. 10. 10-én Feröer ellen      |
| KP                                   | João Mário        | 1993. január 13. (24 évesen)     | 22         | 0          | FC Internazionale  | 2016. 11. 13-án Lettország ellen  |
| KP                                   | Bernardo Silva    | 1994. augusztus 10. (22 évesen)  | 10         | 0          | AS Monaco FC       | 2016. 07. 10-én Andorra ellen     |
| KP                                   | Danilo Pereira    | 1991. szeptember 9. (25 évesen)  | 17         | 1          | FC Porto           | 2016. 07. 06-án Wales ellen       |
| KP                                   | William Carvalho  | 1992. április 7. (24 évesen)     | 28         | 1          | Sporting CP        | 2016. 11. 13-án Lettország ellen  |
| KP                                   | André Gomes       | 1993. július 30. (23 évesen)     | 17         | 0          | FC Barcelona       | 2016. 11. 13-án Lettország ellen  |
| KP                                   | Renato Sanches    | 1997. augusztus 18. (19 évesen)  | 11         | 1          | FC Bayern München  | 2016. 11. 13-án Lettország ellen  |
| KP                                   | Pizzi             | 1989. október 6. (27 évesen)     | 4          | 1          | SL Benfica         | 2015. 06. 15-én Olaszország ellen |
| KP                                   | Ricardo Quaresma  | 1983. szeptember 26. (33 évesen) | 61         | 8          | Beşiktaş           | 2016. 11. 13-án Lettország ellen  |
| KP                                   | Gelson Martins    | 1995. május 11. (21 évesen)      | 3          | 0          | Sporting CP        | 2016. 11. 13-án Lettország ellen  |
| CS                                   | Cristiano Ronaldo | 1985. február 5. (32 évesen)     | 136        | 69         | Real Madrid CF     | 2016. 11. 13-án Lettország ellen  |
| CS                                   | Éder              | 1987. december 22. (29 évesen)   | 32         | 4          | Lille OSC          | 2016. 10. 10-én Feröer ellen      |
| CS                                   | André Silva       | 1995. november 6. (21 évesen)    | 5          | 4          | FC Porto           | 2016. 11. 13-án Lettország ellen  |
| Szövetségi kapitány: Fernando Santos |                   |                                  |            |            |                    |                                   |

## A selejtezőcsoport állása a mérkőzés előtt
| Hely. | Csapat       | M | Gy | D | V | G+ | G– | Gk  | P  | Továbbjutás                      |
| ----- | ------------ | - | -- | - | - | -- | -- | --- | -- | -------------------------------- |
| 1.    | Svájc        | 4 | 4  | 0 | 0 | 9  | 3  | +6  | 12 | Kijut a 2018-as világbajnokságra |
| 2.    | Portugália   | 4 | 3  | 0 | 1 | 16 | 3  | +13 | 9  | Lehetséges pótselejtező          |
| 3     | Magyarország | 4 | 2  | 1 | 1 | 8  | 3  | +5  | 7  |                                  |
| 4.    | Feröer       | 4 | 1  | 1 | 2 | 2  | 8  | −6  | 4  |                                  |
| 5.    | Lettország   | 4 | 1  | 0 | 3 | 2  | 8  | −6  | 3  |                                  |
| 6.    | Andorra      | 4 | 0  | 0 | 4 | 1  | 13 | −12 | 0  |                                  |

1. ↑  A nyolc legjobb csoportmásodik pótselejtezőt játszik. A kilencedik csoportmásodik kiesik.

## A mérkőzés
| 2017. március 25. 20:45 (CES) |

| Portugália                                    | 3 – 0               | Magyarország                     |
| --------------------------------------------- | ------------------- | -------------------------------- |
| Silva (1–0) 31' Ronaldo (2–0) 36' · (3–0) 65' | (2 – 0) Jegyzőkönyv | 61' Dzsudzsák 76' Gera 83' Kádár |

| Estádio da Luz, Lisszabon, Portugália Nézőszám: 57 816 Játékvezető: Szymon Marciniak (lengyel) Asszisztensek: Paweł Sokolnicki és Tomasz Listkiewicz |

Közel teltház fogadta a pályára kifutó csapatokat az Eb-győztes Portugália otthonául szolgáló Estádio da Luzban, az 57 816 nézőből közel 3000 szurkolt a magyaroknak. A portugálok tétmeccsen utoljára 2014 szeptemberében kaptak ki legutóbb hazai pályán, ráadásul magyar válogatott még sosem tudott nyerni Portugália ellen. Bernd Storck kezdőcsapatában helyet kapott Vinícius Pauló, a Videoton FC hátvédje, így rögtön újoncot avatott a magyar válogatott, amely jól kezdte a mérkőzést, és labdatartással elejét vette a portugál rohamoknak. Az első negyedóra után azonban a vendéglátók átvették a kezdeményezést és a meccs irányítását, és egy bal oldali akció végén Raphaël Guerreiro beadásából a Porto csatára, André Silva szerzett gólt (1–0). Alig öt perccel később Cristiano Ronaldo villant, André Silva passza után lőtte ki a jobb alsó sarkot (2–0). A félidőben Bernd Storck szövetségi kapitány cserével próbálta felrázni a csapatot, Lang Ádám helyén Lovrencsics Gergő folytatta, a válogatott pedig visszaállt a megszokott négyvédős játékára. A 65. percben aztán éppen ő szabálytalankodottQuaresmával szemben a tizenhatos sarkánál. A megítélt szabadrúgás mögé Cristiano Ronaldo állt, és a bal kapufa segítségével tovább növelte a hazaiak előnyét (3–0). Ez volt a portugál sztár 70. gólja a válogatottban, és a 9. a vb-selejtezőkön, amivel vezeti a góllövőlistát. Az utolsó fél órára Gyurcsó Ádám jött le, és Kalmár Zsolt, a Bröndby légiósa folytatta a helyén, a hajrában pedig Gerát váltotta Pintér Ádám, aki szépíthetett is volna a 89. percben, de lövése a kapu fölé szállt. Az eredmény ezt követően sem változott, a válogatott így már csak annyit tehetett, hogy a lefújást követően megköszönte a fantasztikusan szurkoló magyar drukkerek biztatását.

### Az összeállítások
| Csapatszínek | Csapatszínek | Csapatszínek |
| Csapatszínek |              |              |
| Csapatszínek |              |              |
|              |              |              |
| Portugália   |              |              |

| Csapatszínek | Csapatszínek | Csapatszínek |
| Csapatszínek |              |              |
| Csapatszínek |              |              |
|              |              |              |
| Magyarország |              |              |

Használt rövidítések (magyar rövidítés – angol rövidítés – poszt):
| - KA – GK – kapus - V – DF – hátvéd - S – SW – söprögető - JV – RB – jobb oldali védő - KV – CB – középső védő - BV – LB – bal oldali védő - JSZV – RWB – jobb szélső védő - BSZV – LWB – bal szélső védő | - KP – MF – középpályás - VKP – DM – védekező középpályás - BKP – LM – bal oldali középpályás - KKP – CM – középső középpályás - JKP – RM – jobb oldali középpályás | - JSZ – RW – jobb szélső - BSZ – LW – bal szélső - TKP – AM – támadó középpályás | - CS – ST, FW – csatár - JCS – RF – jobb oldali csatár - KCS – CF – középső csatár - BCS – LF – bal oldali csatár |

| PORTUGÁLIA:     |    |                   |         |
|                 |    |                   |         |
| KA              | 1  | Rui Patrício      |         |
| JV              | 21 | Cédric            |         |
| KV              | 3  | Pepe              |         |
| KV              | 6  | José Fonte        |         |
| BV              | 5  | Raphael Guerreiro |         |
| JKP             | 10 | Joao Mário        | 83'     |
| KKP             | 14 | William Carvalho  |         |
| BKP             | 15 | André Gomes       | 86'     |
| JCS             | 20 | Ricardo Quaresma  |         |
| KCS             | 18 | André Silva       | 32' 67' |
| BCS             | 7  | Cristiano Ronaldo | 36' 65' |
| Cserék:         |    |                   |         |
| KA              | 12 | Bruno Varela      |         |
| KA              | 22 | Marafona          |         |
| V               | 2  | Bruno Alves       |         |
| V               | 4  | Nélson Semedo     |         |
| KP              | 8  | João Moutinho     | 83'     |
| CS              | 9  | Éder              |         |
| KP              | 11 | Bernardo Silva    | 67'     |
| KP              | 13 | Danilo            |         |
| KP              | 16 | Renato Sanches    |         |
| KP              | 17 | Pizzi             | 86'     |
| CS              | 19 | Eliseu            |         |
| KP              | 23 | Gelson Martins    |         |
| Vezetőedző:     |    |                   |         |
| Fernando Santos |    |                   |         |

| MAGYARORSZÁG: |    |                    |           |
|               |    |                    |           |
| KA            | 1  | Gulácsi Péter      |           |
| JV            | 21 | Bese Barnabás      |           |
| KV            | 20 | Kádár Tamás        | 83'       |
| KV            | 4  | Vinícius Paulo     |           |
| KV            | 2  | Lang Ádám          | szünetben |
| BV            | 3  | Korhut Mihály      |           |
| JKP           | 7  | Dzsudzsák Balázs   | 61'       |
| KKP           | 8  | Nagy Ádám          |           |
| TKP           | 6  | Gera Zoltán        | 76' 86'   |
| BKP           | 15 | Gyurcsó Ádám       | 69'       |
| CS            | 9  | Szalai Ádám        |           |
| Cserék:       |    |                    |           |
| KA            | 12 | Dibusz Dénes       |           |
| KA            | 22 | Megyeri Balázs     |           |
| CS            | 6  | Adorján Krisztián  |           |
| CS            | 11 | Eppel Márton       |           |
| KP            | 14 | Lovrencsics Gergő  | szünetben |
| CS            | 13 | Böde Dániel        |           |
| KP            | 15 | Kalmár Zsolt       | 69'       |
| CS            | 16 | Pintér Ádám        | 86'       |
| KP            | 17 | Holman Dávid       |           |
| CS            | 19 | Priskin Tamás      |           |
| CS            | 20 | Sallai Roland      |           |
| KP            | 23 | Hangya Szilveszter |           |
| Vezetőedző:   |    |                    |           |
| Bernd Storck  |    |                    |           |

Asszisztensek:

 Paweł Sokolnicki (lengyel) (partvonal)

 Tomasz Listkiewicz (lengyel) (partvonal)

Negyedik játékvezető:

 Paweł Raczkowski (lengyel)

## Statisztika
| Összesen                     | Portugália | Magyarország |
| ---------------------------- | ---------- | ------------ |
| Labdabirtoklás               | 57%        | 43%          |
| Kapura lövési kísérlet       | 15         | 6            |
| Kaput eltaláló kísérlet      | 5          | 1            |
| Ebből gól                    | 3          | 0            |
| Kaput el nem találó kísérlet | 7          | 3            |
| Blokkolt kísérlet            | 3          | 2            |
| Kapufa                       | 0          | 0            |
| Szöglet                      | 5          | 0            |
| Les                          | 1          | 1            |
| Passzkísérletek száma        | 582        | 465          |
| Sikeres passzok száma        | 526 (90%)  | 410 (88%)    |
| Labdaszerzés                 | 41         | 37           |
| Sárga lap                    | 0          | 3            |
| Piros lap                    | 0          | 0            |

## Gólok és figyelmeztetések
A magyar válogatott játékosainak góljai és figyelmeztetései a selejtezősorozatban.
Csak azokat a játékosokat tüntettük fel a táblázatban, akik legalább egy gólt szereztek vagy figyelmeztetést kaptak.
A játékosok vezetéknevének abc-sorrendjében.
| Mérkőzés            | Mérkőzés | Mérkőzés | Mérkőzés | Mérkőzés | Mérkőzés | FRO–HUN     | HUN–SUI     | LVA–HUN     | HUN–AND     | POR–HUN     | AND–HUN     | HUN–LVA     | HUN–POR     | SUI–HUN     | HUN–FRO     |
| ------------------- | -------- | -------- | -------- | -------- | -------- | ----------- | ----------- | ----------- | ----------- | ----------- | ----------- | ----------- | ----------- | ----------- | ----------- |
| Figyelmeztetések    | Gól      |          |          |          | KM       | 2016.09.06. | 2016.10.07. | 2016.10.10. | 2016.11.13. | 2017.03.25. | 2017.06.09. | 2017.08.31. | 2017.09.03. | 2017.10.07. | 2017.10.10. |
| Dzsudzsák Balázs    | 0        | 1        | 0        | 0        | 0        |             |             |             |             | Sárga lap   |             |             |             |             |             |
| Fiola Attila        | 0        | 1        | 0        | 0        | 0        | Sárga lap   |             |             |             |             |             |             |             |             |             |
| Gera Zoltán         | 1        | 1        | 0        | 0        | 0        |             |             |             | Gól         | Sárga lap   |             |             |             |             |             |
| Gyurcsó Ádám        | 2        | 0        | 0        | 0        | 0        |             |             | Gól         | Gól         |             |             |             |             |             |             |
| Kádár Tamás         | 0        | 3        | 0        | 0        | 1        | Sárga lap   |             | Sárga lap   | X           | Sárga lap   |             |             |             |             |             |
| Kleinheisler László | 0        | 2        | 0        | 0        | 1        | Sárga lap   |             |             | Sárga lap   | X           |             |             |             |             |             |
| Korhut Mihály       | 0        | 1        | 0        | 0        | 0        |             |             |             | Sárga lap   |             |             |             |             |             |             |
| Lang Ádám           | 1        | 0        | 0        | 0        | 0        |             |             |             | Gól         |             |             |             |             |             |             |
| Szalai Ádám         | 4        | 0        | 0        | 0        | 0        |             | Gól · Gól   | Gól         | Gól         |             |             |             |             |             |             |
| Összesen            | 8        | 9        | 0        | 0        | 2        |             |             |             |             |             |             |             |             |             |             |

Jelmagyarázat: Helyszín: O = Otthon; I = Idegenben;
 = szerzett gólok;  = sárga lapos figyelmeztetés;  = egy mérkőzésen 2 sárga lap utáni azonnali kiállítás;  = piros lapos figyelmeztetés, azonnali kiállítás; X = eltiltás; KM = eltiltás miatt kihagyott mérkőzés

## A selejtezőcsoport állása a mérkőzés után
További eredmények a fordulóban
| 2017. március 25. | Andorra | 0–0 | Feröer     |
| 2017. március 25. | Svájc   | 1–0 | Lettország |

| Hely. | Csapat       | M | Gy | D | V | G+ | G– | Gk  | P  | Továbbjutás                      |
| ----- | ------------ | - | -- | - | - | -- | -- | --- | -- | -------------------------------- |
| 1.    | Svájc        | 5 | 5  | 0 | 0 | 10 | 3  | +7  | 15 | Kijut a 2018-as világbajnokságra |
| 2.    | Portugália   | 5 | 4  | 0 | 1 | 19 | 3  | +16 | 12 | Lehetséges pótselejtező          |
| 3     | Magyarország | 5 | 2  | 1 | 2 | 8  | 6  | +2  | 7  |                                  |
| 4.    | Feröer       | 5 | 1  | 2 | 2 | 2  | 8  | −6  | 5  |                                  |
| 5.    | Lettország   | 5 | 1  | 0 | 4 | 2  | 9  | −7  | 3  |                                  |
| 6.    | Andorra      | 5 | 0  | 1 | 4 | 1  | 13 | −12 | 1  |                                  |

1. ↑  A nyolc legjobb csoportmásodik pótselejtezőt játszik. A kilencedik csoportmásodik kiesik.

## Örökmérleg a mérkőzés után
| Magyarország |           | Portugália |
| ------------ | --------- | ---------- |
| 0            | Győzelem  | 8          |
| 4            | Döntetlen | 4          |
| 10           | Gólok     | 29         |
| 4/24         | Pontok    | 20/24      |
| 16,67%       | %         | 83,33%     |

A táblázatban a győzelemért 2 pontot számoltunk el.

### Összes mérkőzés
Győzelem
      Döntetlen
      Vereség
| No.        | Dátum         | Helyszín                      | Néző   | Mérkőzés                 | Eredmény                          | Gólszerző(k) | Forrás |
| ---------- | ------------- | ----------------------------- | ------ | ------------------------ | --------------------------------- | --- | ------ |
| 1. (121.)  | 1926. 12. 26. | Porto, Campo do Ameal         | 10 000 | barátságos               | Portugália–Magyarország 3–3 (2–0) | Holzbauer 9' (0–1), Braun 22' (0–2), Holzbauer 74' (3–3) ill. dos Santos 40' (11-esből) (1–2), Severo 49' (2–2), Martins 60' (3–2) | [ 1 ]  |
| 2. (165.)  | 1933. 01. 29. | Lisszabon, Estadio do Lumiar  | 15 000 | barátságos               | Portugália–Magyarország 1–0 (0–0) | Pinga 57' (1–0) | [ 2 ]  |
| 3. (207.)  | 1938. 01. 09. | Lisszabon, Estádio Benfica    | 10 000 | barátságos               | Portugália–Magyarország 4–0 (2–0) | Santo 14' (1–0), Pedro 15' (2–0), Soeiro 48' (3–0), Pedro 75' (4–0)                                                                | [ 3 ]  |
| 4. (335.)  | 1956. 06. 09. | Lisszabon, Estádio Nacional   | 70 000 | barátságos               | Portugália–Magyarország 2–2 (0–1) | Kocsis 51' (1–1), Lantos 59' (1–2) ill. Águas 45' (1–0), Vasques 65' (2–2)                                                         | [ 4 ]  |
| 5. (424.)  | 1966. 07. 13. | Manchester, Old Trafford      | 37 311 | Vb 1966, csoportmérkőzés | Portugália–Magyarország 3–1 (1–0) | Bene 60' (1–1) ill. Augusto 3' (1–0), Augusto 67' (2–1), Torres 90' (3–1)                                                          | [ 5 ]  |
| 6. (572.)  | 1983. 04. 13. | Coimbra, Estádio Cidade       | 15 000 | barátságos               | Portugália–Magyarország 0–0       | | [ 6 ]  |
| 7. (725.)  | 1998. 09. 06. | Budapest, Népstadion          | 50 000 | Eb 2000, selejtező       | Magyarország–Portugália 1–3 (0–1) | Horváth 32' (1–0) ill. Sá Pinto 56' (1–1), Sá Pinto 76' (1–2), Costa 84' (1–3)                                                     | [ 7 ]  |
| 8. (738.)  | 1999. 10. 09. | Lisszabon, Estádio da Luz     | 60 000 | Eb 2000, selejtező       | Portugália–Magyarország 3–0 (2–0) | Costa 13' (11-esből) (1–0), J. Pinto 16' (2–0), Xavier 58' (3–0)                                                                   | [ 8 ]  |
| 9. (843.)  | 2009. 09. 09. | Budapest, Népstadion          | 50 000 | Vb 2010, selejtező       | Magyarország–Portugália 0–1 (0–1) | Pepe 10' (0–1) | [ 9 ]  |
| 10. (844.) | 2009. 10. 09. | Lisszabon, Estádio da Luz     | 50 115 | Vb 2010, selejtező       | Portugália–Magyarország 3–0 (1–0) | Sabrosa 18' (1–0), da Silva 74' (2–0), Sabrosa 79' (3–0)                                                                           | [ 10 ] |
| 11. (908.) | 2016. 06. 22. | Lyon, Parc Olympique Lyonnais | 55 514 | Eb 2016, csoportmérkőzés | Magyarország–Portugália 3–3 (0–1) | Gera 19' (1–0), Dzsudzsák 47' (2–1), Dzsudzsák 55' (3–2) ill. Nani 42' (1–1), Ronaldo 50' (2–2), Ronaldo 62' (3–3)                 | [ 11 ] |
| 12. (915.) | 2017. 03. 25. | Lisszabon, Estádio da Luz     | 57 816 | Vb 2018, selejtező       | Portugália–Magyarország 3–0 (2–0) | A. Silva 31' (1–0), Ronaldo 36' (2–0), Ronaldo 65' (3–0)                                                                           | [ 12 ] |
| 13. (919.) | 2017. 09. 03. | Budapest, Groupama Aréna      | 21 344 | Vb 2018, selejtező       | Magyarország–Portugália 0–1 (0–0) | A. Silva 48' (0–1) | [ 13 ] |